# Кипсала
Ки́псала (латыш. Ķīpsala, до 1919 рус. Кипенгольм, нем. Kiepenholm), ранее остров Жагару — исторический район Риги на одноимённом острове, площадью 1,975 км². Длина до 2,7 км, ширина до 0,5 км, высота: 3—5 м над уровнем реки. Расположен ближе к левому берегу Даугавы, от него отделен протокой Зундс.
Остров связан с обоими берегами Даугавы Вантовым мостом.
На острове расположен «Saules akmens» («Солнечный камень») — одно из самых высоких зданий Риги; бывший Дом печати, выставочный зал, бассейн, гостиница «Islande», часть учебных корпусов РТУ и торговый центр «Олимпия». В северной части острова — малоэтажный жилой район.

## История
Нынешние очертания остров приобрёл к началу XX века путём слияния островов Большая и Малая Кипсала, Буркансала, Пелдусала, безымянных островков и мелей.
Первое упоминание в исторических источниках приходится на первую половину XVII века. Сохранились документы о поселениях рыбаков на островах, лежащих напротив Рижского замка: Жагарсале (Кипсале), Дарвас сале (Малой Кипсале) и острове Эбес (Буркансале).
Название острова напрямую связано с именами старшин рыбацкой гильдии Жагарсом и Киписом. До конца XVII века в ходу были оба топонима, пока в официальных документах не закрепилось имя Кипенгольм.
После окончания Северной войны стала возобновляться прерванная торговля. Для нужд рижского порта по плану Густава Эммануэля фон Вейсмана были построены земляные дамбы вдоль левого берега Даугавы от Кливерсалы до канала Хапака-гравис. Несмотря на свою невысокую эффективность, они позволили увеличить территорию острова.
В начале XVIII века по соседству с рыбаками появились дома плотовщиков и лесоторговцев. Свободные земельные участки всё чаще использовались для хранения древесины. К концу века Кипсала была официально включена в состав быстро растущего Митавского предместья Риги.
Наступивший XIX век для жителей острова прошёл в постоянной борьбе с паводками. Пояс дамб постепенно соединил Малую и Большую Кипсалу. Были укреплены берега, появилась набережная. В 1840 году по решению Биржевого комитета на Кипсалу должны были быть перенесены складские амбары из Московского форштадта. После долгих бюрократических проволочек, это решение так и не было выполнено, по причине начавшейся Крымской войны.
В начале XX века Рижская городская управа сдала Биржевому комитету земельные участки в северной части острова для строительства зимнего порта. Были проведены работы по углублению русла Малой Даугавы (протоки Зундс) и укреплению берега. Освободившиеся площади использовались под угольный склад и для штабелировки пиломатериалов. К планам возведения дока и судоремонтных мастерских не возвращались.
К 1913 году на острове работали следующие отделения Рижского порта: Балластный порт, занимавшийся перегрузкой лесоматериалов; порт острова Пелду, специализировавшийся на погрузке угля и кокса; небольшие порты в протоке Зундс и у Подрагса.
Новые деревянные и каменные здания появлялись по согласованию со Строительным управлением Риги. Застройка была вполне ординарная, но осуществлялась лучшими профессионалами: Альфредом Пилеманисом, Константином Пекшеном, Эйженом Лаубе, Рейнгольдом Шмелингом, Мартиньшем Нукшей.
Один из самых состоятельных рыбаков Кипсалы — Мартиньш Людвиг Селис — имел возможность заказать проект своего нового дома респектабельному архитектору Янису Алкснису.
Наряду с этим вплоть до тридцатых годов XX века земельные участки на острове сдавались для сельскохозяйственных нужд, и использовались арендаторами под сады и для выпаса скота.

## Транспорт
По Вантовому мосту через остров следуют автобусы, троллейбусы и маршрутные такси.
Автобусы
- 13 — Babītes stacija — Preču 2
- 30 — Stacijas laukums — Bolderāja
- 37 — Esplanāde — Imanta 5
- 41 — Esplanāde — Anniņmuižas bulvāris — Imanta 5
- 53 — Esplanāde — Zolitūde
- 57 — Abrenes iela — Ķīpsala

Троллейбусы
- 5 — Daugavas stadions — Klīniskā slimnīca
- 9 — Stacijas laukums — Iļģuciems
- 12 — Āgenskalna priedes — Šmerlis
- 25 — Brīvības iela — Iļģuciems